# Cteniscus eximius
Cteniscus eximius är en stekelart som först beskrevs av Mason 1955.  Cteniscus eximius ingår i släktet Cteniscus och familjen brokparasitsteklar. Inga underarter finns listade i Catalogue of Life.